# Johan Gustaf Simson
Johan Gustaf Simson, döpt i Maria Magdalena församling 8 mars 1756, död i Göteborg 23 november 1787, var en svensk violinist.
Simson var son till flöjtisten Johan Henrik Simson som formellt inte var anställd av Hovkapellet, men förmodligen medverkade där. Knappt 17 år gammal anställdes Simson i Hovkapellet 1773 som efterträdare till Anders Wesström och delade därmed tjänsten med Matheus Daniel Böritz. År 1774 uppnådde Simson ordinarie tjänst sedan han övertagit halva lönen efter den avlidne Johan David Zander. År 1781 begärde han avsked och flyttade till Göteborg. Mellan 1782 och 1784 verkade han som dirigent vid teaterföreställningar och därefter sökte och fick han kungligt tillstånd 1786 att inrätta en teater. Han verkade som teaterdirektör till sin död då hustrun Lovisa Simson tog över verksamheten. Teatern upphörde dock efter mordet på Gustav III 1792.
I hovkapellet hade han även tjänst som andre repetitör och under åren i Göteborg framträdde han även som cellist.